# روس غرير
روس غرير (بالإنجليزية: Ross Greer)‏ (23 سبتمبر 1967 ببرث في أستراليا - ) هو لاعب كريكت ولاعب كرة قدم أسترالي في مركز الوسط. شارك مع منتخب هونغ كونغ لكرة القدم. أما مع النوادي، فقد لعب مع نادي جنوب الصين ونادي سلاغور ونادي تشستر سيتي ونادي إيسترن سبورتس وMelbourne Knights FC ‏ وFloreat Athena FC ‏ وSorrento FC ‏ وDouble Flower FA ‏.

## وصلات خارجية
- روس غرير على موقع إي آس بي آن كريك إنفو (الإنجليزية)